# Michael von Reischach
Michael von Reischach (1375/6 után – Gaienhofen, 1417/18. január 16. előtt), Mallorcai Mihály, katalánul: Miquel de Reischach i de Mallorca, görögül: Μιχαήλ του Ράισαχ, német lovag. Az anyja révén a mallorcai királyi ház, az apja ágán a Reischach család tagja. Anyai ágon II. (Villehardouin) Vilmos achajai uralkodó herceg (fejedelem) szépunokája, valamint II. András és V. István magyar királyok 6. (generációs) leszármazottja.

## Élete

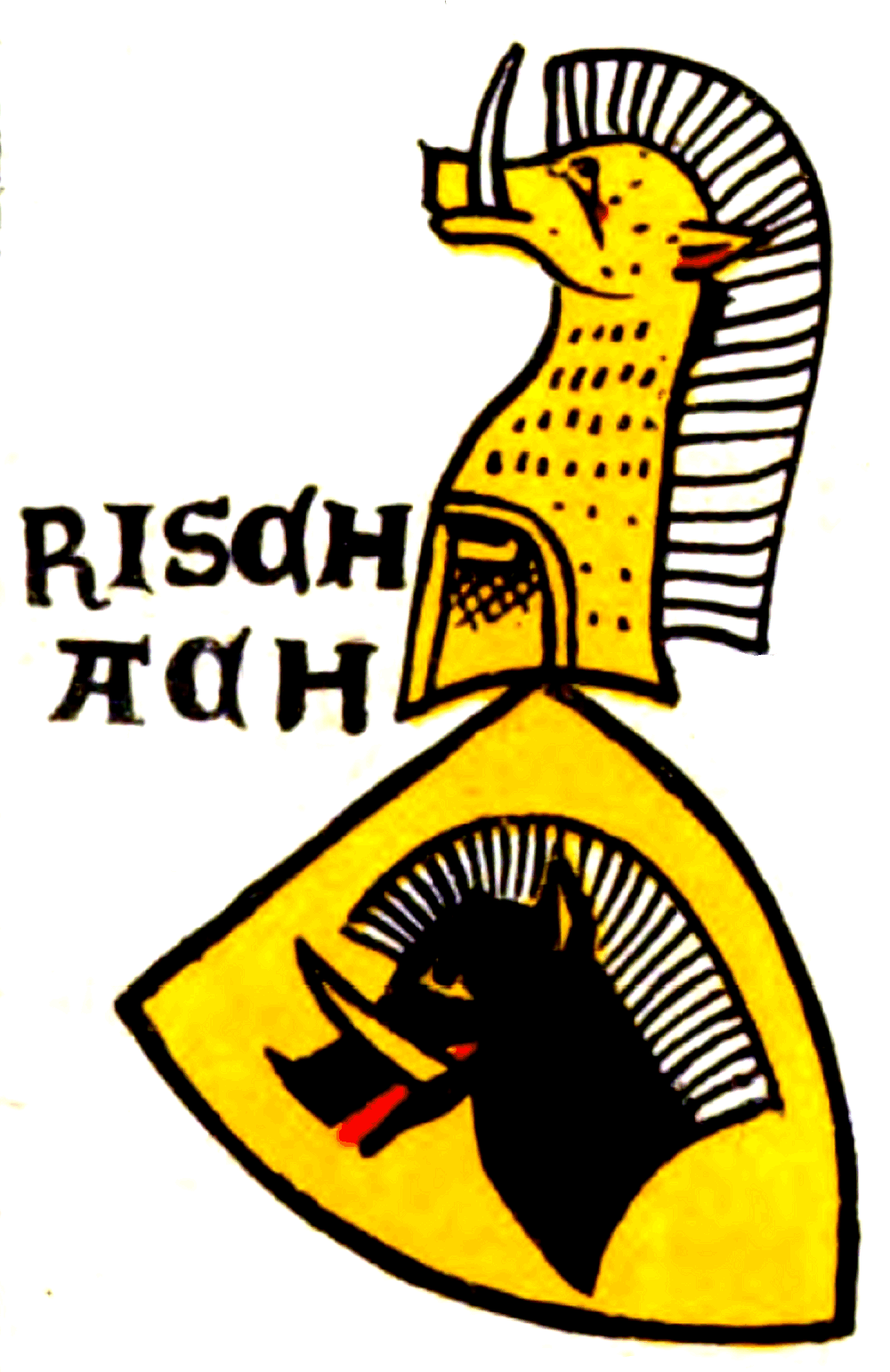
A Reischach család címere

A német főnemesi család, a Reischach család tagja. Apja Itáliában harcolt katonai parancsnokként 1373-ban. Ekkor ismerte meg az Észak-Itáliában uralkodó és 1372-ben elhunyt II. (Palaiologosz) János montferrat őrgróf özvegyét, az öt gyermekes I. (Aragóniai) Izabella (Erzsébet) (1338–1404) címzetes mallorcai királynőt, I. Johanna nápolyi királynő sógornőjét, aki 1375-ben örökölte meg a királyi címet a bátyjától, IV. Jakab mallorcai királytól, és akit Konrad 1375-ben vagy 1376-ban titokban feleségül vett. A házasságukból legalább egy fiú született, Mihály.
A szülei később külön éltek, és az apjával 1385-ben Svábföldre mentek, de a szülei hivatalosan sohasem váltak el. Anyja révén öt féltestvére volt, apja ágán annak házasságon kívüli kapcsolatából született még egy nővére, Anna von Reischach, aki apáca lett és egy fivére, Albrecht von Reischach, aki Inneringen (ma Hettingen része) egyházi vezetője volt 1431-től 1437-ig.
Mihályt az apjával együtt gyilkolta meg a gaienhofeni várukban 1417-ben vagy 1418. január 16. előtt Heinrich von Randeck és Hans von Stuben.